# إسحاق بيل جونيور
إسحاق بيل جونيور (بالإنجليزية: Isaac Bell, Jr.)‏ هو دبلوماسي أمريكي، ولد في 6 نوفمبر 1846 في نيويورك في الولايات المتحدة، وتوفي في 20 يناير 1889.